# Cratopelocoris
Cratopelocoris is een geslacht van wantsen uit de familie van de Naucoridae (Zwemwantsen). Het geslacht werd voor het eerst wetenschappelijk beschreven door Ruf & Goodwyn in 2005.

## Soorten
Het genus bevat de volgende soorten:

- Cratopelocoris carpinteroi Ruf & Goodwyn, 2005